# Unciaal 0102
Unciaal 0102 (Gregory-Aland), ε 42 (Soden), is een van de Bijbelse handschriften in de Griekse taal. Het dateert uit de 7e eeuw en is geschreven met uncialen op perkament.

## Beschrijving
Het bevat de tekst van het Evangelie volgens Lucas (3,23-4,43; 21,4-18). De gehele codex bestaat uit 5 bladen (30 × 23 cm) en werd geschreven in twee kolommen per pagina, 24 regels per pagina.
De Codex is een representant van het Alexandrijnse tekst-type, Kurt Aland plaatste de codex in Categorie II.

## Geschiedenis
Het handschrift is opgedeeld in 3 delen. 3 bladen bevinden zich in de Vatopedikloster (1219) in Athos. 2 bladen bevinden zich in de Bibliothèque nationale de France (Suppl. Gr. 1155,I), in Parijs.
Unciaal 0138 ook uit hetzelfde manuscript wordt als 0102. 0138 bevat de tekst van het Evangelie volgens Matteüs (21,24-24,15). Het bevindt zich in de Protatoukloster (56,8 ff.) in Athos.